# Campeonato Provincial de Fútbol de Segunda Categoría de Loja 2017
El Campeonato Provincial de Segunda Categoría de Loja 2017 fue un torneo de fútbol en Ecuador en el cual compitieron equipos de la Provincia de Loja y la Provincia de Zamora Chinchipe. El torneo fue organizado por Asociación de Fútbol Profesional de Loja (AFPL) y avalado por la Federación Ecuatoriana de Fútbol. Empezó el 4 de junio de 2017 y finalizó el 16 de julio de 2017. Participaron 6 clubes de fútbol y entregó 2 cupos al Zonal de Ascenso de la Segunda Categoría 2017 por el ascenso a la Serie B. Previamente se realizó el Campeonato Absoluto Interclubes de Fútbol Loja 2016-17 para determinar el ascenso de nuevos equipos a Segunda Categoría Provincial, el subcampeón Chamo Flores decidió no participar, su lugar lo tomó el Club Búffalos, de igual manera el tercer lugar Las Águilas no participará su lugar lo ocupa el Club Sport Villarreal, en calidad de campeón ascendió el Sportivo Loja.

## Sistema de campeonato
El sistema determinado por la Asociación de Fútbol Profesional de Loja fue el siguiente:
- Se jugó una etapa única con los 6 equipos establecidos, fue todos contra todos ida y vuelta (10 fechas), al final los equipos que terminaron en primer y segundo lugar clasificaron a los zonales de Segunda Categoría 2017 como campeón y vicecampeón respectivamente.

## Equipos participantes
| Equipos participantes             | Equipos participantes | Equipos participantes              |
| --------------------------------- | --------------------- | ---------------------------------- |
|                                   |                       |                                    |
| Equipo                            | Ciudad                | Estadio                            |
| Club Social y Deportivo Búffalos  | Loja                  | Estadio Federativo Reina del Cisne |
| Loja Federal Fútbol Club          | Loja                  | Estadio Federativo Reina del Cisne |
| Club Deportivo Chinchipe          | El Pangui             | Estadio Municipal de El Pangui     |
| Club Deportivo Ciudad de Yantzaza | Yantzaza              | Estadio Municipal de Yantzaza      |
| Club Deportivo Sport Villarreal   | Cariamanga            | Estadio Municipal de Cariamanga    |
| Club Sportivo Loja                | Loja                  | Estadio Federativo Reina del Cisne |

## Equipos por cantón
| Cantón    | N.º | Equipos                                   |
| --------- | --- | ----------------------------------------- |
| Loja      | 3   | - Sportivo Loja - Búffalos - Loja Federal |
| Calvas    | 1   | - Sport Villarreal                        |
| Yantzaza  | 1   | - Ciudad de Yantzaza                      |
| El Pangui | 1   | - Deportivo Chinchipe                     |

## Clasificación
|  |    | Equipo              | PJ | PG | PE | PP | GF | GC | DG  | PTS |
|  | -- | ------------------- | -- | -- | -- | -- | -- | -- | --- | --- |
|  | 1. | Ciudad de Yantzaza  | 9  | 9  | 0  | 0  | 50 | 11 | +39 | 27  |
|  | 2. | Búffalos            | 10 | 5  | 2  | 3  | 27 | 18 | +9  | 17  |
|  | 3. | Loja Federal        | 9  | 5  | 0  | 4  | 20 | 21 | −1  | 15  |
|  | 4. | Sport Villarreal    | 10 | 4  | 1  | 5  | 30 | 24 | +6  | 13  |
|  | 5. | Deportivo Chinchipe | 8  | 2  | 2  | 4  | 20 | 21 | −1  | 8   |
|  | 6. | Sportivo Loja       | 10 | 0  | 1  | 9  | 11 | 63 | −52 | 1   |

|  | Campeón y clasificado a los zonales de Segunda Categoría 2017.     |
|  | Vicecampeón y clasificado a los zonales de Segunda Categoría 2017. |

## Evolución de la clasificación
| Equipo / Jornada    | 01 | 02 | 03 | 04 | 05 | 06 | 07 | 08 | 09 | 10 |
| ------------------- | -- | -- | -- | -- | -- | -- | -- | -- | -- | -- |
| Ciudad de Yantzaza  | 1  | 1  | 1  | 1  | 1  | 1  | 1  | 1  | 1  | 1  |
| Búffalos            | 2  | 2  | 2  | 2  | 2  | 2  | 2  | 2  | 2  | 2  |
| Loja Federal        | 3  | 5  | 4  | 5  | 5  | 5  | 5  | 4  | 4  | 3  |
| Sport Villarreal    | 5  | 4  | 5  | 3  | 3  | 3  | 3  | 3  | 3  | 4  |
| Deportivo Chinchipe | 4  | 3  | 3  | 4  | 4  | 4  | 4  | 5  | 5  | 5  |
| Sportivo Loja       | 6  | 6  | 6  | 6  | 6  | 6  | 6  | 6  | 6  | 6  |

## Resultados

### Primera vuelta
| Búffalos      | 4 - 1     | Sport Villarreal    | Reina del Cisne       | 4 de junio  | 10:00 |
| Sportivo Loja | 0 - 14    | Ciudad de Yantzaza  | Reina del Cisne       | 4 de junio  | 12:00 |
| Loja Federal  | Cancelado | Deportivo Chinchipe | Cazadores de los Ríos | 15 de julio | 13:00 |

| Deportivo Chinchipe | 5 - 3 | Sportivo Loja | Reina del Cisne       | 7 de junio | 14:00 |
| Ciudad de Yantzaza  | 2 - 1 | Búffalos      | Municipal de Yantzaza | 7 de junio | 15:00 |
| Sport Villarreal    | 3 - 2 | Loja Federal  | Reina del Cisne       | 7 de junio | 16:00 |

| Búffalos           | 4 - 3 | Deportivo Chinchipe | Reina del Cisne       | 11 de junio | 09:00 |
| Sportivo Loja      | 1 - 2 | Loja Federal        | Reina del Cisne       | 11 de junio | 13:00 |
| Ciudad de Yantzaza | 3 - 0 | Sport Villarreal    | Municipal de Yantzaza | 11 de junio | 16:00 |

| Sportivo Loja       | 0 - 9 | Sport Villarreal   | Reina del Cisne | 18 de junio | 10:00      |
| Loja Federal        | 1 - 2 | Búffalos           | Reina del Cisne | 18 de junio | 12:00      |
| Deportivo Chinchipe | -     | Ciudad de Yantzaza | No se jugó      | No se jugó  | No se jugó |

| Sport Villarreal   | 3 - 1 | Deportivo Chinchipe | Municipal de Calvas | 24 de junio | 14:00 |
| Búffalos           | 6 - 0 | Sportivo Loja       | Reina del Cisne     | 25 de junio | 10:00 |
| Ciudad de Yantzaza | 7 - 2 | Loja Federal        | Reina del Cisne     | 25 de junio | 12:00 |

### Segunda vuelta
| Sportivo Loja       | 2 - 3 | Búffalos           | Reina del Cisne | 2 de julio | 09:00 |
| Deportivo Chinchipe | 5 - 0 | Sport Villarreal   | Reina del Cisne | 2 de julio | 11:00 |
| Loja Federal        | 2 - 3 | Ciudad de Yantzaza | Reina del Cisne | 2 de julio | 13:00 |

| Sport Villarreal   | 8 - 1 | Sportivo Loja       | Jipiro                | 5 de julio | 11:00 |
| Búffalos           | 1 - 2 | Loja Federal        | Jipiro                | 5 de julio | 13:00 |
| Ciudad de Yantzaza | 5 - 3 | Deportivo Chinchipe | Municipal de Yantzaza | 5 de julio | 16:00 |

| Deportivo Chinchipe | 2 - 2 | Búffalos           | Reina del Cisne     | 9 de julio | 09:00 |
| Loja Federal        | 3 - 2 | Sportivo Loja      | Reina del Cisne     | 9 de julio | 11:00 |
| Sport Villarreal    | 1 - 2 | Ciudad de Yantzaza | Municipal de Calvas | 9 de julio | 13:30 |

| Sportivo Loja | 1 - 1 | Deportivo Chinchipe | Jipiro | 12 de julio | 11:00 |
| Loja Federal  | 3 - 2 | Sport Villarreal    | Jipiro | 12 de julio | 13:00 |
| Búffalos      | 1 - 2 | Ciudad de Yantzaza  | Jipiro | 12 de julio | 15:00 |

| Ciudad de Yantzaza  | 12 - 1 | Sportivo Loja | Municipal de Yantzaza | 15 de julio | 15:00 |
| Deportivo Chinchipe | 0 - 3  | Loja Federal  | Cazadores de los Ríos | 16 de julio | 10:00 |
| Sport Villarreal    | 3 - 3  | Búffalos      | Municipal de Calvas   | 16 de julio | 14:30 |

### Campeón
| |
| |
| Club Deportivo Ciudad de Yantzaza 2.° título Clasifica a los zonales de la Segunda Categoría 2017. - También clasifica Club Social y Deportivo Búffalos como vicecampeón. |

## Goleadores
- Actualizado el 29 de julio de 2017.

| Jugador              | Equipo              | Goles |
| -------------------- | ------------------- | ----- |
| 1. Leonel Tinizaray  | Ciudad de Yantzatza | 16    |
| 2. Carlos Ramírez    | Búffalos            | 13    |
| 3. Luis Miguel Cueva | Sport Villarreal    | 11    |
| 4. Máximo Medina     | Loja Federal        | 10    |